# درس آناتومی
درس آناتومی (لهستانی: Lekcja anatomii؛ ‏آلمانی: Anatomiestunde) یک تله‌فیلم درام آلمانی به کارگردانی کشیشتف زانوسی است که در سال ۱۹۷۷ منتشر شد. از بازیگران این فیلم می‌توان به ماوگوژاتا پریتولاک اشاره کرد.